# Gesprächskreis Nachrichtendienste in Deutschland
Der Gesprächskreis Nachrichtendienste in Deutschland e. V. (GKND) ist ein deutscher Verein, der zur sachlichen Diskussion über die Nachrichtendienste beitragen möchte.

## Tätigkeiten
Der Gesprächskreis sucht den Kontakt zu den Nachrichtendiensten. Zugleich versteht sich der Kreis als unabhängige Denkfabrik, der ohne Rücksicht auf politische Erwägungen aktuelle Fragen erörtert.
Der GKND unterstützt wissenschaftliche und Medienprojekte wie z. B. die fünfteilige Dokumentation Top Secret – Die Geschichte der Spionage, die von der Bavaria Film für ARD und ORF produziert wurde. Mitglieder des GKND stehen Print-, Online-, Hörfunk- und Fernseh-Medien seit vielen Jahren als Gesprächs- und Interviewpartner zur Verfügung. Sie wirken in aktuellen Livesendungen, die Themen der geheimen Nachrichtendienste, des Terrorismus und der Sicherheitspolitik behandeln, ebenso mit wie sie Hintergrundgespräche führen, als Referenten auftreten und als Fachberater wirken.
Die Unabhängige Historikerkommission (UHK) zur Erforschung der Geschichte des Bundesnachrichtendienstes wurde vom GKND u. a. durch die Vermittlung von Zeitzeugen unterstützt. Zu den weiteren Partnern des GKND, mit denen er auch Veranstaltungen zu nachrichtendienstlichen Themen durchführt, gehören u. a. der Bund Deutscher Kriminalbeamter (BDK), die Deutsche Gesellschaft für Auswärtige Politik (DGAP), die International Intelligence History Study Group, die Europäische Sicherheit & Technik, das Institut für Terrorismusforschung, verschiedene politische Stiftungen, die Clausewitz-Gesellschaft und im Ausland z. B. die Association of Former Intelligence Officers (AFIO, USA).
Der Gesprächskreis veröffentlicht auf seiner Homepage die GKND-Papiere.

## Geschichte
Der gemeinnützige unabhängige Verein wurde am 4. Juli 2003 in Berlin gegründet und im Januar 2004 ins Vereinsregister beim Amtsgericht Berlin-Charlottenburg eingetragen. Die Initiatoren der Gründung waren unter anderem das ehemalige Spitzenpersonal deutscher Nachrichtendienste.

## Vorstand
- Vorsitzender des Vorstands: Oberst a. D. Klaus Schmidt (ehem. Bundesnachrichtendienst (BND); Vorsitzender des GKND seit April 2022)
- Stellvertretender Vorsitzender: Wolfgang Krieger, Historiker an der Philipps-Universität Marburg
- Stellvertretender Vorsitzender: Peter Wolff, Amtsgerichtsdirektor
- Schatzmeister: Malte Roschinski, Geschäftsführer Plan4Risk
- Geschäfts- und Schriftführer: Bodo Wegmann
- Beisitzer sind Gerhard Conrad (ehem. Direktor beim BND und ehemaliger Direktor EU INTCEN), Hans-Dieter Herrmann (ehem. Direktor beim BND und bis 2022 Vorsitzender der GKND) und Ronald Schulze

Ehrenvorsitzender des GKND war Wolbert K. Smidt. Der ehemalige Erste Direktor beim BND hat die Gründung des GKND maßgeblich vorangetrieben und war acht Jahre lang Vorsitzender seines Vorstands.

## Beirat
- Vorsitzender: August Hanning, Staatssekretär im Bundesministerium des Innern a. D. und Präsident des Bundesnachrichtendienstes a. D.
- Stellvertretender Vorsitzender: Hansjörg Geiger, Staatssekretär im Bundesministerium der Justiz a. D., Präsident des Bundesamtes für Verfassungsschutz (BfV) und des BND a. D.
- Mitglieder:
  - Peter Heindl, ehemaliger Leiter des Staatspolizeilichen Dienstes Österreichs
  - Rudolf von Hoegen, Präsident a. D. des Militärischen Abschirmdienstes (MAD)
  - Hans Elmar Remberg, Vizepräsident des BfV a. D.
  - Werner Schowe, Brigadegeneral a. D. und Vizepräsident a. D. des BND

Ehemaliger Vorsitzender ist Hans-Georg Wieck. Rudolf Adam war Mitglied des Beirats.

## Mitglieder
Obwohl bei seiner Gründung beabsichtigt war, nur bestimmte Personengruppen, wie z. B.
- Wissenschaftler
- ehemalige leitende Mitarbeiter der deutschen Nachrichtendienste
- Politiker
- Vertreter der Justiz, der Wirtschaft, der Medien und zivilgesellschaftlicher Einrichtungen sowie von Regierungsstellen, die teilweise zugleich Auftraggeber der deutschen Dienste sind,

als Mitglieder aufzunehmen, wurden in der Vereinssatzung keine bestimmten Personengruppen aufgeführt. Für die Beantragung der Mitgliedschaft ist ein schriftlicher Aufnahmeantrag notwendig, über welchen der Gesamtvorstand mehrheitlich entscheidet.